# Massacre de Janaozen
Le massacre de Janaozen s'est produit lors du week-end du 16 - 17 décembre 2011 à Janaozen au Kazakhstan. Au moins 14 personnes ont été tuées par la police alors que le pays célébrait la journée de l'indépendance,. Le massacre est une illustration probante du non-respect des droits de l'homme au Kazakhstan sous Noursoultan Nazarbaïev.

## Contexte
La ville de Janaozen est une ville industrielle dont toute l'activité économique repose sur un champ pétrolifère. En mai 2011, des ouvriers de KazMunayGas font grève afin d'être payés pour les risques qu'ils ont pris, pour des augmentations de salaires et de meilleures conditions de travail. La grève est déclarée illégale par le tribunal local, suivi par le renvoi de 1 000 ouvriers par la compagnie pétrolière. Certains de ces travailleurs licenciés ont alors commencé à occuper la place de la ville 24 heures sur 24 en signe de protestation, exigeant une meilleure représentation syndicale et la reconnaissance des droits des travailleurs. La grève s'est poursuivie pendant plusieurs mois sans ingérence officielle. À la mi-décembre, certains manifestants ont commencé à demander le droit de former des partis politiques indépendants de l'influence du gouvernement.

## Le16 décembre 2011
Le 16 décembre 2011, des affrontements ont lieu entre les manifestants et des policiers qui tentaient de les expulser de la place en vue de la célébration de la journée de l'indépendance. Des militants ont affirmé que des agents de sécurité avaient ouvert le feu sur des manifestants non armés. De leur côté, les autorités rapportent que des malfrats se sont infiltrés dans les manifestants et ont commencé les émeutes tout en produisant des vidéos pour soutenir leur version des événements. Onze personnes ont été tuées selon les autorités, bien que des sources de l'opposition parlent de douzaines de victimes. Le procureur général Askhat Daulbayev affirme que « des civils, qui s'étaient rassemblés sur la place principale pour célébrer le 20e anniversaire de l'indépendance du pays, ont été attaqués par un groupe de hooligans ». La chaîne de télévision d'opposition kazakhe K-Plus a diffusé le début de l'agitation où des hommes qui prétendaient être des manifestants ont renversé les orateurs et bousculé des ouvriers licenciés avant que la police n'arrive. Dans les troubles qui ont suivi, des bureaux du gouvernement local, un hôtel et un bureau de la compagnie pétrolière ont été incendiés selon Daulbayev. Quatre-vingt six personnes ont été blessées lors des affrontements selon les autorités. En raison d'un manque de lits d'hôpital à Janaozen, beaucoup ont été emmenés à Aqtaw, à 150 km de là.

## Réactions
Dans la nuit du 16 décembre, la police d'Almaty arrête des militants de l'opposition qui protestaient contre les morts de la manifestation à Janaozen. En même temps, des ouvriers des champs pétroliers de Kalamkas et Karazhanbas font grève en réponse aux événements. Le 17 décembre, un groupe d'hommes du village de Shetpe bloque et endommage une voie ferrée. D'autres incidents se sont produits dans le reste de l'Oblys de Mañğıstaw,. Le président Noursoultan Nazarbaïev se rend dans la région plusieurs jours après les événements. Le 26 décembre, il congédie son gendre Timour Koulibaïev afin qu'il gère la crise. Nazarbaïev renvoie plusieurs responsables locaux pour les punir de leur inaction lors du massacre. Aussi, des policiers accusés d'avoir tiré sur des manifestants ont été arrêtés et le gouverneur régional a démissionné puis a été remplacé par un ancien ministre de l'intérieur. Nazarbaïev licencie les dirigeants de KazMunayGas et de son unité de production. Finalement, il soumet la ville à un couvre-feu et à l'état d'urgence pendant 20 jours.